# Gerald Arthur Eastwood
Gerald Arthur Eastwood, britanski general, * 1897, † 1977.